# Cruz Laplana y Laguna

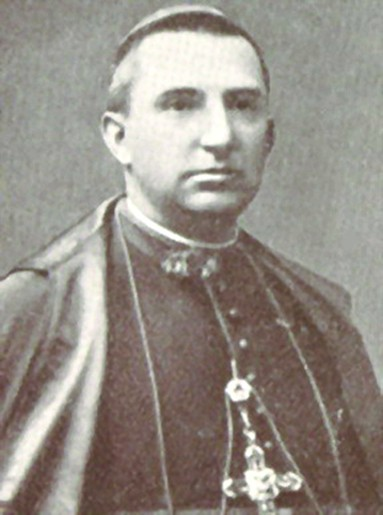
Cruz Laplana y Laguna

Cruz Laplana y Laguna (* 3. Mai 1875 in Plan (Huesca); † 7. August 1936) war Bischof des katholischen Bistums Cuenca in Spanien.
Nach seiner Priesterweihe 1898 wurde er 1921 zum Bischof von Cuenca ernannt. Am 26. März 1922 empfing er durch Kardinal Juan Soldevila y Romero die Bischofsweihe. Dieses Amt hatte er bis zu seinem Tod im Spanischen Bürgerkrieg 1936 inne. Zusammen mit seinem Sekretär, Fernando Español Berdié, wurde er am 7. August 1936 von Kommunisten erschossen.
Vor seiner Ermordung richtete Cruz Laplana y Laguna folgende Worte an seine Mörder:
„Glaubt ihr, dass es keinen Himmel gibt? Meine Söhne, es gibt einen Himmel. Glaubt ihr, dass es keine Hölle gibt? Meine Söhne, es gibt eine Hölle. Ihr könnt mich töten. Ich übergebe euch meinen Leib. Aber meine Seele wird in den Himmel kommen. Ich vergebe euch und werde im Himmel für euch beten.“
Am 28. Oktober 2007 wurde er in Rom mit anderen Opfern des Spanischen Bürgerkrieges von Benedikt XVI. seliggesprochen.